# Hamiltonoperator
En Hamiltonoperator är en operator av central betydelse inom teoretisk fysik och utgör den kvantmekaniska motsvarigheten till en Hamiltonfunktion. Den representerar energin för ett fysikaliskt system och består av summan av systemets kinetiska och potentiella energi.
Genom Schrödingerekvationen bestämmer Hamiltonoperatorn tidsutvecklingen för ett kvantsystems tillstånd, till exempel dynamiken för en elektron. Egentillstånden till Hamiltonoperatorn motsvarar systemets stationära tillstånd med väldefinierade energier. Ett godtyckligt tillstånd kan i allmänhet uttryckas som en linjärkombination – eller superposition – av dessa egentillstånd.

## Enpartikelsystem
I likhet med klassisk fysik ges den totala energin för ett kvantsystem av summan av den kinetiska och den potentiella energin. Hamiltonoperatorn kan därför skrivas som en summa av en operator som representerar den kinetiska energin och en annan operator som representerar den potentiella energin:
{\displaystyle {\hat {H}}={\hat {T}}+{\hat {V}}.}
I koordinatrepresentation ges dessa operatorer av
{\displaystyle {\begin{aligned}{\hat {T}}&={\frac {{\hat {p}}^{2}}{2m}}=-{\frac {\hbar ^{2}}{2m}}\nabla ^{2},\\{\hat {V}}&=V({\textbf {r}},t),\end{aligned}}}
där {\displaystyle {\hat {p}}=-i\hbar \nabla } betecknar rörelsemängdsoperatorn (med {\displaystyle \nabla } som nablaoperatorn), {\displaystyle m} är partikelns massa och {\displaystyle V({\textbf {r}},t)} är den potentiella energin som funktion av partikelns position {\displaystyle {\textbf {r}}} och tiden {\displaystyle t}. Detta ger Hamiltonoperatorn för en partikel:
| Hamiltonoperatorn för en partikel (icke-relativistisk) {\displaystyle {\hat {H}}=-{\frac {\hbar ^{2}}{2m}}\nabla ^{2}+V({\textbf {r}},t)} |

## Flerpartikelsystem
Precis som för ett enpartikelsystem består Hamiltonoperatorn för ett flerpartikelsystem av en kinetisk och en potentiell komponent. I detta fall består systemet av {\displaystyle N} stycken partiklar och den totala kinetiska energin är summan av alla partiklarnas kinetisk energier:
{\displaystyle {\hat {T}}=\sum _{n=1}^{N}{\hat {T}}_{n},\qquad {\hat {T}}_{n}=-{\frac {\hbar ^{2}}{2m_{n}}}\nabla _{n}^{2}.}
där {\displaystyle m_{n}} betecknar den {\displaystyle n}:te partikelns massa och {\displaystyle \nabla _{n}} är en nablaoperator som verkar på den {\displaystyle n}:te partikelns koordinater.
Den potentiella energin kan inte delas upp på samma sätt som den kinetiska energin eftersom den potentiella energin hos en partikel inte bara beror på denna partikels position, utan även på alla andra partiklars positioner:
{\displaystyle {\hat {V}}=V({\textbf {r}}_{1},{\textbf {r}}_{2},...,{\textbf {r}}_{N},t).}
Med ovanstående uttryck ges Hamiltonoperatorn för ett flerpartikelsystem av
| Hamiltonoperatorn för {\displaystyle N} partiklar (icke-relativistisk) {\displaystyle {\hat {H}}=\sum _{n=1}^{N}\left(-{\frac {\hbar ^{2}}{2m_{n}}}\nabla _{n}^{2}\right)+V({\textbf {r}}_{1},{\textbf {r}}_{2},...,{\textbf {r}}_{N},t)} |
För system med interagerande partiklar kan dynamiken för ett flerpartikelsystem bli extremt komplicerad och mycket svår, om inte omöjlig, att lösa både analytiskt och numeriskt. Olika approximationer behöver därför vanligtvis användas för att till exempel beräkna egentillstånden och egenenergierna till ett flerpartikelsystems Hamiltonoperator.
Om partiklarna däremot är icke-interagerande kan uttrycket för potentialen förenklas:
{\displaystyle {\hat {V}}=\sum _{n=1}^{N}V({\textbf {r}}_{n},t).}
I detta fall kan Hamiltonoperatorn skrivas som en summa av Hamiltonoperatorer som bara verkar på en partikel var för sig:
{\displaystyle {\hat {H}}=\sum _{n=1}^{N}\left({\hat {T}}_{n}+V({\textbf {r}}_{n},t)\right)=\sum _{n=1}^{N}H_{n},}
vilket innebär att varje partikels dynamik kan beräknas oberoende av de andras. Flerpartikeldynamiken kan i detta fall reduceras till enpartikeldynamik, vilket markant förenklar beräkningar.

## Matematiska egenskaper
En Hamiltonoperator måste alltid vara hermitesk eftersom den svarar mot en fysikaliskt mätbar observabel, nämligen energi.

## Schrödingerekvationen
Genom Schrödingerekvationen beskriver Hamiltonoperatorn tidsutvecklingen för ett slutet kvantsystem. Givet ett kvanttillstånd {\displaystyle |\psi (t)\rangle } fås dess tidsutveckling från Schrödingerekvationen:
| Schrödingerekvationen {\displaystyle i\hbar {\frac {\partial }{\partial t}}\|\psi (t)\rangle ={\hat {H}}\|\psi (t)\rangle } |
Den formella lösningen till Schrödingerekvationen ges av en tidsutvecklingsoperator
{\displaystyle U(t,t_{0})={\mathcal {T}}_{\leftarrow }\exp \left(-{\frac {i}{\hbar }}\int _{t_{0}}^{t}dt'H(t')\right),}
där {\displaystyle {\mathcal {T}}_{\leftarrow }} betecknar den kronologiska tidsordningsoperatorn. Tidsutvecklingsoperatorn {\displaystyle U(t,t_{0})} propagerar ett tillstånd {\displaystyle |\psi (t_{0})\rangle } vid tiden {\displaystyle t_{0}} till ett annat tillstånd {\displaystyle |\psi (t)\rangle =U(t,t_{0})|\psi (t_{0})\rangle } vid tiden {\displaystyle t}. Om Hamiltonoperatorn är tidsoberoende så förenklas tidsutvecklingsoperatorn till
{\displaystyle U(t,t_{0})=\exp \left(-{\frac {i}{\hbar }}H(t-t_{0})\right).}
Hamiltonoperatorn styr således tidsutvecklingen för ett slutet kvantsystem.

### Egentillstånd och egenenergier
Alla tillstånd {\displaystyle |\phi _{\nu }\rangle } med väldefinierade energier är egentillstånd till Hamiltonoperatorn med den tillhörande energin {\displaystyle E_{\nu }} som egenvärde:
{\displaystyle {\hat {H}}|\phi _{\nu }\rangle =E_{\nu }|\phi _{\nu }\rangle .}
Eftersom Hamiltonoperatorn är hermitesk spänner dess egentillstånd upp hela Hilbertrummet av kvanttillstånd. Varje annat kvanttillstånd {\displaystyle |\psi \rangle } kan således uttryckas som en linjärkombination av stationära tillstånd:
{\displaystyle |\psi \rangle =\sum _{i}c_{\nu }|\phi _{\nu }\rangle ,}
där koefficienterna {\displaystyle c_{\nu }=\langle \phi _{\nu }|\psi \rangle } ges av inre produkter mellan kvanttillståndet {\displaystyle |\psi \rangle } och respektive stationärt tillstånd {\displaystyle |\phi _{\nu }\rangle }.
Vid en mätning av energin för tillståndet {\displaystyle |\psi \rangle } kan endast egenvärdena hos Hamiltonoperatorn erhållas som mätresultat. En viss energi {\displaystyle E_{\nu }} erhålls med sannolikheten {\displaystyle P_{\mu }=|c_{\nu }|^{2}}. Vid en sådan mätning reduceras det ursprungliga tillståndet {\displaystyle |\psi \rangle } till det stationära tillståndet {\displaystyle |\phi _{\nu }\rangle } som motsvarar den uppmätta energin.

## Tidsberoende
För en tidsberoende Hamiltonoperator finns det inga stationära tillstånd. Trots detta kan egentillstånden till Hamiltonoperatorn användas som bas för att uttrycka tillståndet vid vilken annan tidpunkt som helst. Detta följer av att Hamiltonoperatorn är hermitesk och att dess egentillstånd därmed spänner upp hela Hilbertrummet av kvanttillstånd för kvantsystemet i fråga. Detta innebär att ett tillstånd vid en viss tid kan skrivas som
{\displaystyle |\psi (t)\rangle =\sum _{n}c_{n}(t)|\phi (t_{0})\rangle }
där {\displaystyle c_{n}(t)} är tidsberoende koefficienter (tidsoberoende om Hamiltonoperatorn hade varit tidsoberoende) och {\displaystyle |\phi (t_{0})\rangle } är egentillstånden till Hamiltonoperatorn vid tiden {\displaystyle t_{0}}.
En tidsberoende Hamiltonoperator innebär att energin för kvantsystemet inte är konserverad, utan förändras med tiden. Om Hamiltonoperatorn kommuterar med sig själv vid olika tider ges tidsutvecklingsoperatorn av
{\displaystyle U(t,t_{0})=\exp \left(-{\frac {i}{\hbar }}\int _{t_{0}}^{t}dt'H(t')\right).}
Om Hamiltonoperatorn däremot inte kommuterar med sig själv vid olika tidpunkter måste det allmänna uttrycket för tidsutvecklingsoperatorn användas:
{\displaystyle U(t,t_{0})={\mathcal {T}}_{\leftarrow }\exp \left(-{\frac {i}{\hbar }}\int _{t_{0}}^{t}dt'H(t')\right),}
där {\displaystyle {\mathcal {T}}_{\leftarrow }} betecknar den kronologiska tidsordningsoperatorn.
Om Hamiltonoperatorn förändras långsamt – adiabatiskt – som funktion av tiden, induceras inga övergångar mellan olika kvanttillstånd. Sannolikheten att befinna sig i ett visst egentillstånd {\displaystyle n} är då konstant över tiden. Väntevärdet för till exempel systemets energi kommer dock att förändras eftersom energin för varje egentillstånd förändras till följd av Hamiltonoperatorns tidsberoende. Väntevärdet {\displaystyle W} för arbetet under en sådan process ges av
{\displaystyle W=\langle {\hat {H}}\rangle _{t}-\langle {\hat {H}}\rangle _{t_{0}},}
det vill säga förändringen i väntevärdet för systemets energi.

## Symmetrier
Symmetrier hos en Hamiltonoperator är direkt kopplade till storheter som är konserverade för kvantsystemet. Hamiltonoperatorn är invariant under en symmetrioperator {\displaystyle {\hat {S}}} om
{\displaystyle SHS^{-1}=H}
eller
{\displaystyle {\hat {S}}{\hat {H}}={\hat {H}}{\hat {S}},}
det vill säga om Hamiltonoperatorn kommuterar med symmetrioperatorn. I detta fall kan egentillstånden till Hamiltonoperatorn väljas sådana att de även är egentillstånd till symmetrioperatorn {\displaystyle {\hat {S}}}. De kan då karaktäriseras, inte bara av sina energivärden, utan också av egenvärdena till {\displaystyle {\hat {S}}}. Dessutom gäller att om {\displaystyle |E,S\rangle } är ett egentillstånd, så är även {\displaystyle {\hat {S}}} ett egentillstånd, med samma egenvärden. Detta följer av att
{\displaystyle {\hat {H}}{\hat {S}}|E,S\rangle ={\hat {S}}{\hat {H}}|E,S\rangle ={\hat {S}}E|E,S\rangle =E{\hat {S}}|E,S\rangle .}
Därutöver innebär en symmetri också att en fysikalisk storhet är konserverad över tiden. Om symmetrin kommuterar med Hamiltonoperatorn för alla tider, så kommuterar den även med tidsutvecklingsoperatorn. Detta innebär att
{\displaystyle \langle {\hat {S}}\rangle _{t}=\langle \psi (t)|{\hat {S}}|\psi (t)\rangle =\langle \psi (t_{0})|U^{\dagger }(t,t_{0}){\hat {S}}U(t,t_{0})|\psi (t_{0})\rangle =\langle \psi (t_{0})|U^{\dagger }(t,t_{0})U(t,t_{0}){\hat {S}}|\psi (t_{0})\rangle =\langle {\hat {S}}\rangle _{t_{0}}.}

### Permutationssymmetri
En av de viktigaste symmetrierna inom kvantmekaniken är permutationssymmetrin mellan olika partiklar. Permutationsoperatorn {\displaystyle P_{ij}} byter två partiklars identitet. På grund av ourskiljbarheten mellan identiska partiklar måste varje fysikaliskt rimlig Hamiltonoperator kommutera med alla permutationsoperatorer som byter de ingående partiklarnas identiteter. Detta innebär att Hamiltonoperatorn alltid måste vara symmetrisk med avseende på identiska partiklars identiteter.

## Exempel

### Allmänna former för en partikel

#### Fri partikel
{\displaystyle {\hat {H}}=-{\frac {\hbar ^{2}}{2m}}\nabla ^{2}}
eller (i en dimension)
{\displaystyle {\hat {H}}=-{\frac {\hbar ^{2}}{2m}}{\frac {\partial ^{2}}{\partial x^{2}}}}

#### Konstant potential
{\displaystyle {\hat {H}}=-{\frac {\hbar ^{2}}{2m}}\nabla ^{2}+V_{0}}
eller (i en dimension)
{\displaystyle {\hat {H}}=-{\frac {\hbar ^{2}}{2m}}{\frac {\partial ^{2}}{\partial x^{2}}}+V_{0}}

#### Harmonisk oscillator
{\displaystyle {\hat {H}}=-{\frac {\hbar ^{2}}{2m}}\nabla ^{2}+{\frac {m\omega ^{2}}{2}}r^{2}}
eller (i en dimension)
{\displaystyle {\hat {H}}=-{\frac {\hbar ^{2}}{2m}}{\frac {\partial ^{2}}{\partial x^{2}}}+{\frac {m\omega ^{2}}{2}}x^{2}}

#### Laddad partikel i elektromagnetiskt fält
{\displaystyle {\hat {H}}={\frac {1}{2m}}(-i\hbar \nabla -qA({\textbf {r}},t))^{2}+q\varphi ({\textbf {r}},t)}

#### Elektrisk dipol i elektriskt fält
{\displaystyle {\hat {H}}=-{\hat {\textbf {d}}}\cdot {\textbf {E}}=-q{\textbf {E}}\cdot {\hat {\textbf {r}}}}

#### Elektrisk dipol i magnetiskt fält
{\displaystyle {\hat {H}}=-{\boldsymbol {\mu }}\cdot {\textbf {B}}}

### Allmänna former för flerpartikelsystem

#### Coulombinteraktion mellan elektroner
{\displaystyle {\hat {H}}=\sum _{i}\left(-{\frac {\hbar ^{2}}{2m}}\nabla _{i}^{2}\right)+{\frac {1}{2}}\sum _{i\neq j}{\frac {e^{2}}{4\pi \epsilon _{0}|{\textbf {r}}_{i}-{\textbf {r}}_{j}|}}}